# Marchia Brandenburska

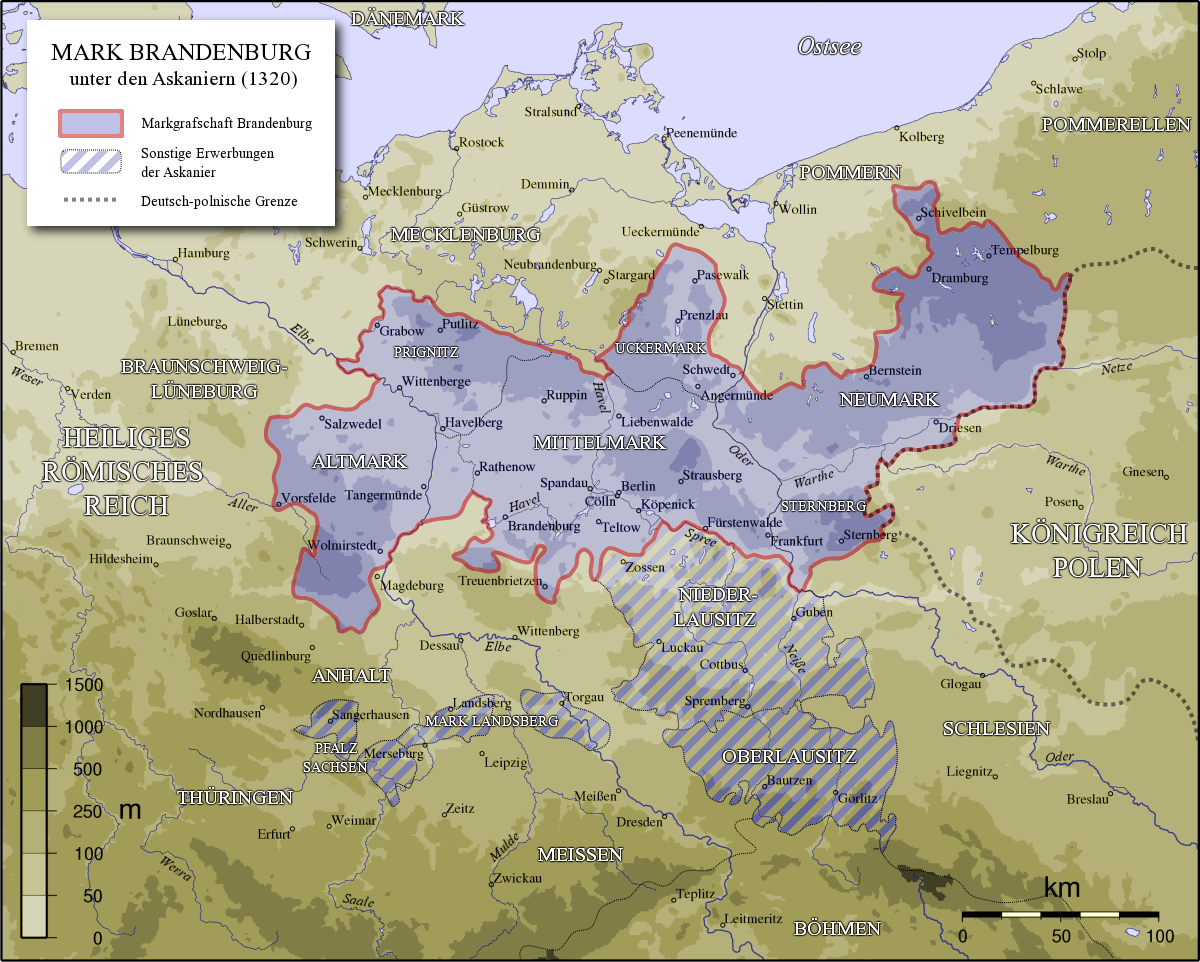
Marchia Brandenburska w ok. 1320

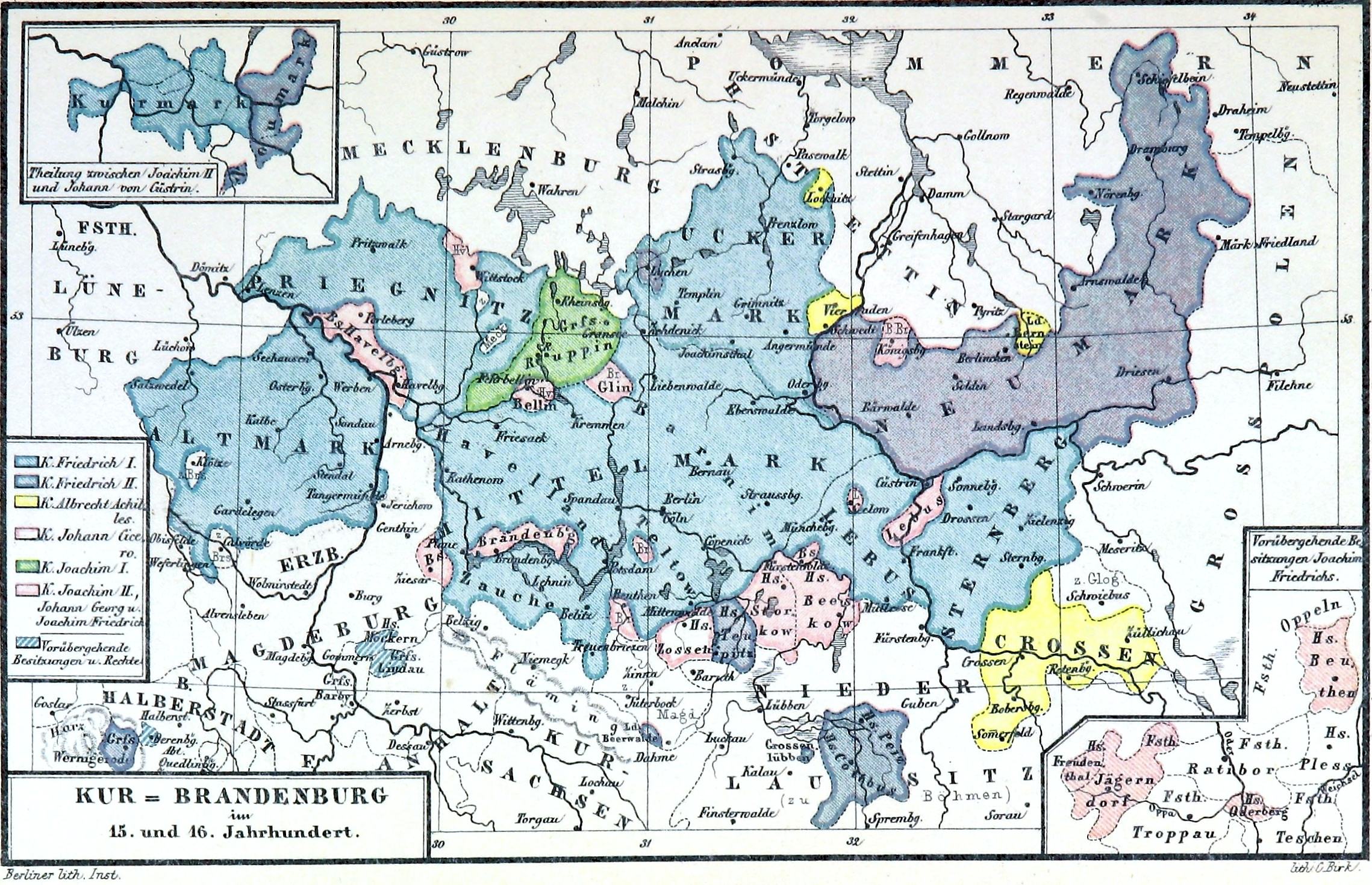
Marchia Brandenburska w latach 1411–1571

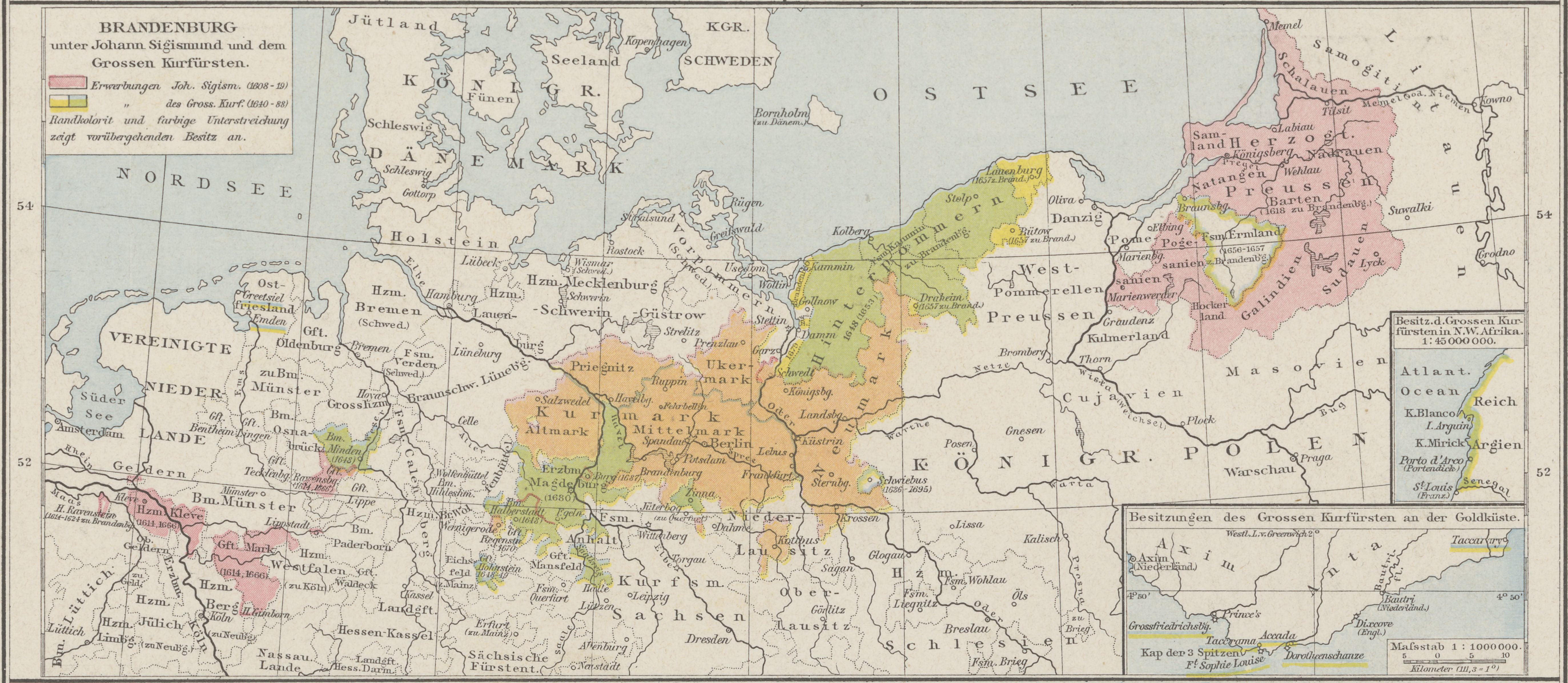
Marchia Brandenburska XVII w.

Marchia Brandenburska inaczej Margrabstwo Brandenburgii (łac. Marchia Brandenburgensis, niem. Mark Brandenburg, cz. Braniborské markrabství) – marchia Świętego Cesarstwa Rzymskiego utworzona około 1157 roku przez Albrechta Niedźwiedzia z przekształcenia Marchii Północnej oraz zdobytych terenów podbitych Słowian połabskich w tym plemion Obodrzytów i Wieletów. Składała się z trzech części: Starej, Środkowej i Nowej. Od ustanowionej w 1356 Złotej Bulli marchia była jednym z elektoratów Rzeszy nazywanym Elektoratem Brandenburgii, który w 1618 został połączony unią personalną z księstwem pruskim (Brandenburgia-Prusy), od 1701 główna część składowa Królestwa Prus.

## Historia

### Do 1618
W 1214 terytoria Marchii Brandenburskiej sięgnęły na północ od Lubusza do Odry, w okolice dzisiejszego Odrzycka (Oderberg), gdzie dwa lata później margrabiowie brandenburscy zbudowali silny gród przeciwko Pomorzu Zachodniemu.
Swoją świetność marchia przeżywała za panowania braci Jana I (zm. 1266) oraz Ottona III (zm. 1267), którzy władali nią wspólnie uwzględniając zawsze zdanie i opinię drugiego. Przez małżeństwo Ottona z córką króla Czech Wacława I pod władzę Marchii przeszły Łużyce. Dalszym terenem ekspansji była północno-zachodnia część Państwa Polskiego z grodami: Santokiem, Drezdenkiem (Drżeniem), Wałczem, Człopą, Międzyrzeczem, Skwierzyną oraz Czaplinkiem. W 1248 roku jeden ze śląskich książąt, Bolesław II Rogatka postawił ziemię lubuską w zastaw Brandenburczykom za cenę pomocy militarnej przeciwko Henrykowi III, swemu bratu. W 1252 roku z powodu niewypłacalności Rogatki ziemia lubuska została wchłonięta do Marchii i stała się zaczątkiem Nowej Marchii. Po 1265 roku nastąpił okres ciągłych sporów i walk władców Wielkopolski (Księstwo wielkopolskie) o przygraniczne zamki obronne, zakończony status quo około 1278 roku. Za kolejny etap ekspansji brandenburskiej na ziemie polskie można uznać rok 1296. Wtedy to na skutek zabójstwa króla Przemysła II na 70 lat Polska utraciła Santok z Drezdenkiem oraz całą ziemię wałecką. Marchia uzyskała od Wacława III obietnicę przekazania pod władztwo brandenburskie Pomorza Gdańskiego, co zostało wykorzystane podczas sporu Władysława Łokietka z biskupem Janem Muskatą. Siły polskie wsparł zakon krzyżacki, pokonując Brandenburczyków, lecz na skutek konfliktu i zerwania sojuszu z Polską zagarnał jego terytorium i zabił przy tym polskie załogi m.in. w Świeciu, Gdańsku oraz Tczewie.
Gdy wymarł ostatecznie ród Askańczyków (Otto IV oraz Henryk) władzę przejął tam syn cesarza Ludwika Wittelsbacha, także Ludwik, zwany dla odróżnienia młodszym. W polityce polskiej okres ten to próba nawiązania sojuszu wojskowego, zakończona jednak niepowodzeniem. Doszło jedynie do uregulowania stosunków politycznych pomiędzy dwoma państwami w Landsbergu (Gorzowie Wielkopolskim) w 1329 roku. Łokietek odzyskał wówczas Międzyrzecz i Skwierzynę. Panowanie Kazimierza Wielkiego przyniosło korzystną dla państwa Piastów zmianę granic z Brandenburgią: w 1368 roku do Polski powrócił Wałcz z okolicami, a w latach 1365–1370 Santok z Drżeniem. Zamki te uznawały zwierzchność Korony z powodu hołdu lennego panów von Osten.
Po okresie panowania w Brandenburgii Wittelsbachów rządy objęli w niej władcy Czech z dynastii Luksemburgów: Karol IV, Wacław IV oraz Zygmunt (oznaczało to unię personalną z Królestwem Czech). Zgodnie ze Złotą Bullą Karola IV z 1356 roku elektor brandenburski uzyskał jeden głos podczas wyborów nowego władcy Rzeszy.
Gospodarczo Brandenburgia rozwinęła się głównie w produkcji, a następnie w handlu zbożem. Kryzys tego kraju przypadł na II połowę XIV wieku, gdy po epidemii dżumy w Europie spadła liczba ludności, czego skutkiem był także zmniejszony popyt na produkty spożywcze, w tym zboże.
Mimo że teren ten był rozwinięty, plagą stały się rozboje tzw. raubritterów. W celu zapobieżenia rabunkom na duktach oraz zwiększenia bezpieczeństwa Brandenburczycy podpisali kilka traktatów z państwem polskim. Istotą owych umów było zobowiązanie się obu krajów do nieudzielania schronienia zbójom oraz, w wypadku popełnienia przestępstwa przez własnego obywatela, ukarania winnego z możliwością ewentualnego transportu na terytorium państwa poszkodowanego; należało również się liczyć z konfiskatą majątkową celem wyrównania szkód i zadośćuczynienia drugiemu krajowi. Umowy te stały się początkiem bardziej złożonych umów międzynarodowych – ważne miejsce zdobyły regulacje dotyczące bezpieczeństwa i opieki kraju nad obywatelami innej narodowości.
Po okresie panowania w Marchii Luksemburgów, obszar ten został nadany rodzinie Hohenzollernów, która traktowała go jako swoją domenę służącą do dalszej ekspansji terytorialnej. Wkrótce dzięki rządom twardej ręki zostało wyplenione tam raubritterstwo. Wszystkie tamtejsze miasta siłą zostały usunięte z Hanzy. W roku 1455 Nowa Marchia została sprzedana przez Krzyżaków Hohenzollernom, którzy starali się również zdobyć Pomorze Zachodnie. Poszerzając swe władztwo dynastia ta dążyła do przejęcia rządów w Prusach.

### Od 1618
W 1618 roku elektor Brandenburgii Jan Zygmunt Hohenzollern za zgodą władcy Rzeczypospolitej został księciem pruskim, Obydwa kraje połączono unią personalną. W 1701 roku Prusy wchłonęły Brandenburgię.